# Gravesano
Gravesano är en ort och kommun  i distriktet Lugano i kantonen Ticino, Schweiz. Kommunen har 1 365 invånare (2023).